# Клонна
Клонна (Клоннах; англ. Clonenagh; ирл. Cluain Eidhneach) — деревня в Ирландии, находится в графстве Лиишь (провинция Ленстер).